# 王仔昔
王仔昔（？—1117年），洪州（今江西省南昌市）人，北宋末道士。
王仔昔开始学儒，自己说遇到许逊（即许真君），得“大洞隐书”、“豁落七元”之法，有道术，出游嵩山，能预言人未来之事。政和年间，王老志死后，王仔昔来到开封府，得徽宗召见，政和五年（1115年）十月，赐号嵩山道士王仔昔为“冲隐处士”。他写神符为宫妃治疗目疾有效，进封“通妙先生”，居上清宝箓宫。建议九鼎神器不可藏于外，遂在宫内天章阁贮放。徽宗常待以客礼。因此他对大宦官也像童仆一样轻慢，又想让众道士以己为宗。因居傲不逊，为道士林灵素所忌，林灵素得到徽宗宠信后，便与宦官冯浩勾结，共同陷害王仔昔。王仔昔被囚在东太一宫，以言语不逊下狱，下开封府狱而死。临死以前，写下“上蔡遇冤人”给徒弟们看，后来冯浩被流放到南方，到上蔡被诛杀。

## 延伸阅读
[在维基数据编辑]
 《宋史·卷462》，出自脱脱《宋史》